# فاجوت (طعام)

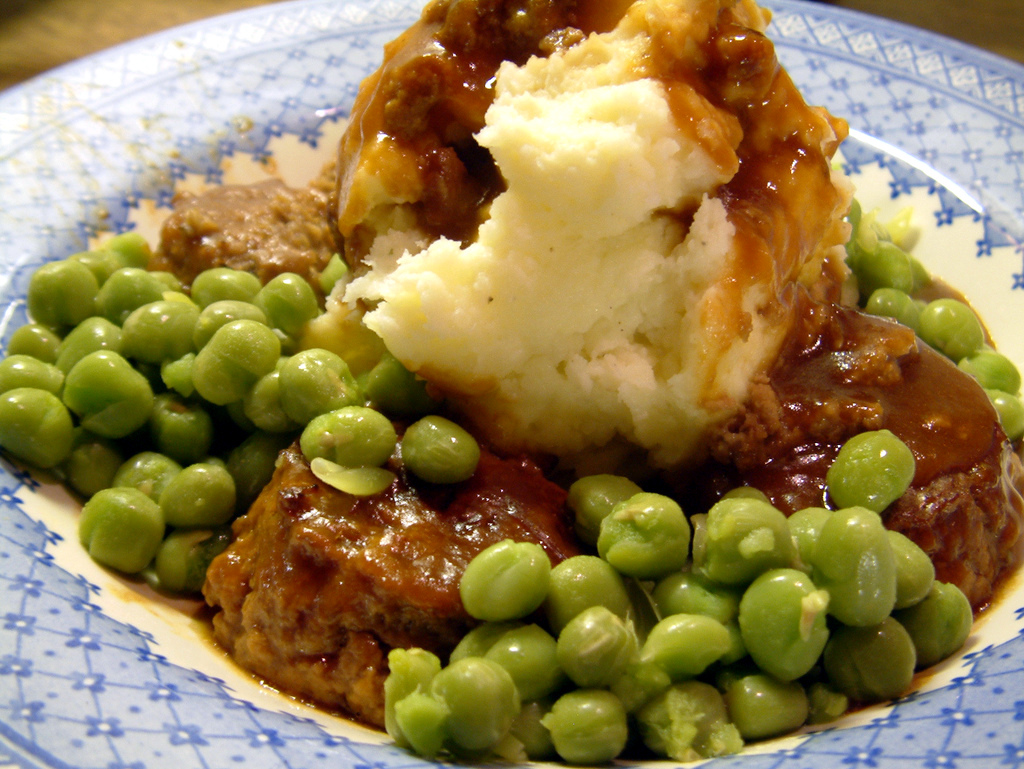

الفاجوت (بالإنجليزية: Leek soup) عبارة عن كرات لحم مقطعة ومفرومة وخاصة لحم الخنزير (تقليديًا قلب الخنزير والكبد ولحم البطن الدهني أو لحم الخنزير المقدد) مع الأعشاب والتوابل وأحيانًا إضافة لفتات الخبز. إنه طبق تقليدي في المملكة المتحدة، خاصة جنوب ووسط ويلز.
انتشرت شعبيتها في جنوب ويلز في منتصف القرن التاسع عشر، عندما ترك العديد من العمال الزراعيين الأرض للعمل في الصناعة والمناجم التي تتوسع بسرعة في تلك المنطقة. يُعرف فاجت أيضًا باسم «البط» في يوركشاير ولينكولنشاير ولانكشاير، وغالبًا باسم «البط اللذيذ».

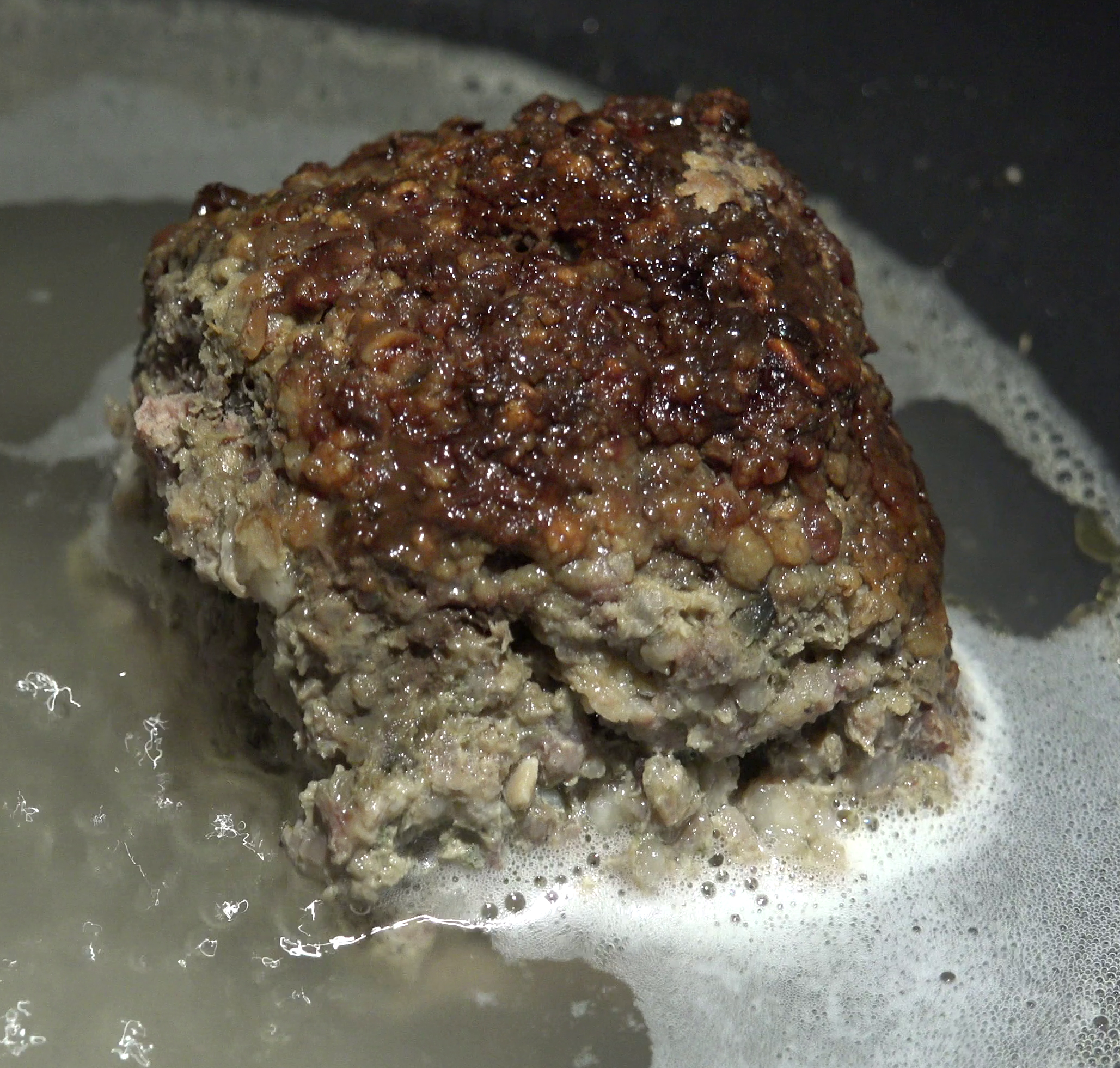
فاجوت أثناء طهيه

## التحضير والتقديم
يتكون الفاجوت من لحم الخنزير المفروم والملفوف في لحم الخنزير المقدد، مع البصل وفتات الخبز. في كثير من الأحيان، يتم الطهي في وعاء مع المرق ويقدم مع البازلاء والبطاطا المهروسة. يتم تشكيل الخليط باليد على شكل كرات صغيرة ملفوفة بدهن الكول (غشاء الثُرب من بطن الخنزير) ويُخبز ويكون أيضًا باللحم البقري.

## الإنتاج
كان الطبق قصيرًا وشائعًا أثناء التقنين في الحرب العالمية الثانية، لكنه انخفض خلال العقود التالية. أصبح اتجاه «الأكل من الأنف إلى الذيل» أكثر طلبًا في القرن الحادي والعشرين؛ قامت سلسلة المتاجر البريطانية ويتروز ببيع لحوم البقر من عام 2014 فصاعدًا غالبًا ما تكون المربعات الشاذة محلية الصنع ويمكن العثور عليها في محلات الجزارين التقليدية وأكشاك السوق، على الرغم من أن العلامة التجارية الخاصة بـ عقل للشذوذ المنتج بكميات كبيرة مخزنة بشكل عام؛ هذا منتج غذائي مجمد متوفر في المملكة المتحدة، مصنوع من الكبد والبصل ملفوفًا في كرات اللحم ويقدم في الصلصة. هذه تختلف بشكل كبير عن الشاذات التقليدية، والتي لها قوام خشن وتحتوي على كمية أقل من الماء.